# Élections européennes de 1989
Les élections européennes de 1989 sont des élections multinationales, tenues en 1989, destinées à élire les délégations de députés du Parlement européen pour une période de 5 ans.

## Répartition en nombre d'élus européens
| Élection du Parlement européen, 1989 - Résultats définitifs du 25 juillet 1989 | Élection du Parlement européen, 1989 - Résultats définitifs du 25 juillet 1989 | Élection du Parlement européen, 1989 - Résultats définitifs du 25 juillet 1989 | Élection du Parlement européen, 1989 - Résultats définitifs du 25 juillet 1989 | Élection du Parlement européen, 1989 - Résultats définitifs du 25 juillet 1989 | Élection du Parlement européen, 1989 - Résultats définitifs du 25 juillet 1989 | Élection du Parlement européen, 1989 - Résultats définitifs du 25 juillet 1989 |
| Groupe                                                                         | Groupe                                                                         | Idéologie(s) dominante(s)                                                      | Mené par                                                                       | Eurodéputés                                                                    | Eurodéputés                                                                    | Eurodéputés                                                                    |
| ------------------------------------------------------------------------------ | ------------------------------------------------------------------------------ | ------------------------------------------------------------------------------ | ------------------------------------------------------------------------------ | ------------------------------------------------------------------------------ | ------------------------------------------------------------------------------ | ------------------------------------------------------------------------------ |
|                                                                                | SOC                                                                            | Socialisme démocratique, social-démocratie                                     | Jean-Pierre Cot                                                                | 180                                                                            |                                                                                |                                                                                |
|                                                                                | PPE                                                                            | Démocratie chrétienne                                                          | Egon Klepsch                                                                   | 121                                                                            |                                                                                |                                                                                |
|                                                                                | LDR                                                                            | Libéralisme, centrisme                                                         | Valéry Giscard d'Estaing                                                       | 49                                                                             |                                                                                |                                                                                |
|                                                                                | GUE                                                                            | Anticapitalisme                                                                | Luigi Alberto Colajanni                                                        | 42                                                                             |                                                                                |                                                                                |
| CG                                                                             | René Piquet                                                                    | Anticapitalisme                                                                |                                                                                | 42                                                                             |                                                                                |                                                                                |
|                                                                                | DE                                                                             | Conservatisme                                                                  | Christopher Prout                                                              | 34                                                                             |                                                                                |                                                                                |
|                                                                                | V                                                                              | Écologisme                                                                     | Maria Amélia Santos                                                            | 30                                                                             |                                                                                |                                                                                |
|                                                                                | RDE                                                                            | Nationalisme, conservatisme                                                    | Christian de La Malène                                                         | 20                                                                             |                                                                                |                                                                                |
|                                                                                | DE                                                                             | Extrême droite                                                                 | Jean-Marie Le Pen                                                              | 17                                                                             |                                                                                |                                                                                |
|                                                                                | ARC                                                                            | Régionalisme                                                                   | Jaak Vandemeulebroucke                                                         | 13                                                                             |                                                                                |                                                                                |
|                                                                                | NI                                                                             | Divers                                                                         | aucun                                                                          | 12                                                                             | Total: 518                                                                     | Sources:                                                                       |

| Parti | Parti | Pays  | Pays | Pays | Pays | Pays | Pays | Pays  | Pays   | Pays | Pays  | Pays | Pays | Total |
| Parti | Parti | Allem | Belg | Dane | Espa | Fran | Grèc | Irlan | Italie | Luxe | P. B. | Port | Ro-U | Total |
| ----- | ----- | ----- | ---- | ---- | ---- | ---- | ---- | ----- | ------ | ---- | ----- | ---- | ---- | ----- |
|       | CG    |       |      |      |      | 7    | 3    | 1     |        |      |       | 3    |      | 14    |
|       | GUE   |       |      | 1    | 4    |      | 1    |       | 22     |      |       |      |      | 28    |
|       | PSE   | 31    | 8    | 4    | 27   | 22   | 9    | 1     | 14     | 2    | 8     | 8    | 46   | 180   |
|       | V     | 8     | 3    |      | 1    | 8    |      |       | 7      |      | 2     | 1    |      | 30    |
|       | ARC   |       | 1    | 4    | 2    | 1    |      | 1     | 3      |      |       |      | 1    | 13    |
|       | LDR   | 4     | 4    | 3    | 6    | 13   |      | 2     | 3      | 1    | 4     | 9    |      | 49    |
|       | PPE   | 32    | 7    | 2    | 16   | 6    | 10   | 4     | 27     | 3    | 10    | 3    | 1    | 121   |
|       | DE    |       |      | 2    |      |      |      |       |        |      |       |      | 32   | 34    |
|       | RDE   |       |      |      |      | 13   | 1    | 6     |        |      |       |      |      | 20    |
|       | DE    | 6     | 1    |      |      | 10   |      |       |        |      |       |      |      | 17    |
|       | N.I.  |       |      |      | 4    | 1    |      |       | 5      |      | 1     |      | 1    | 12    |
|       | Total | 81    | 24   | 16   | 60   | 81   | 24   | 15    | 81     | 6    | 25    | 24   | 81   | 518   |

Groupes parlementaires par pays

## Nombre de sièges attribués par pays
- Allemagne : 81
- Belgique : 24
- Danemark : 16
- France : 81
- Irlande : 15
- Italie : 81
- Luxembourg : 6
- Pays-Bas : 25
- Royaume-Uni : 81
- Grèce : 24
- Espagne : 60
- Portugal : 24

### Taux de participation
| Pays                        | Pays     | Pays     | Pays    | Pays   | Pays   | Pays    | Pays   | Pays       | Pays     | Pays     | Pays        | Total  |
| Allemagne                   | Belgique | Danemark | Espagne | France | Grèce  | Irlande | Italie | Luxembourg | Pays-Bas | Portugal | Royaume-Uni | Total  |
| --------------------------- | -------- | -------- | ------- | ------ | ------ | ------- | ------ | ---------- | -------- | -------- | ----------- | ------ |
| 62,3 %                      | 90,7 %   | 46,2 %   | 54,6 %  | 48,7 % | 79,9 % | 68,3 %  | 81,5 % | 87,4 %     | 47,2 %   | 51,2 %   | 36,2 %      | 58,5 % |
| Source : Parlement européen |          |          |         |        |        |         |        |            |          |          |             |        |